# 2024年貝爾謝巴巴士總站槍擊案
當地時間2024年10月6日，即2023年10月7日哈馬斯襲擊以色列一週年前一天，以色列南部區貝爾謝巴巴士總站發生大規模槍擊案，導致13名以色列人受傷，1人死亡，最終槍手被以色列安全部隊擊斃。

## 背景
自2023年10月7日以來，以色列與以佔約旦河西岸的緊張局勢逐步升溫。當時的襲擊事件共造成約1200人死亡，其中815人為平民。至2024年9月23日，以色列—哈馬斯戰爭已導致超過41000名巴勒斯坦平民及約1000名以色列平民死亡。
在槍擊案發生5天前，即10月1日，特拉維夫雅法也發生一宗槍擊案，兩名哈馬斯槍手向人群開槍，導致7人死亡、17人受傷，最終由保安及一名武裝平民將其擊斃。

## 襲擊
事件發生於貝爾謝巴巴士總站的麥當勞餐廳，襲擊者乘塔巴士到貝爾謝巴巴士總站，在餐廳外持槍掃射民眾，造成1死、13傷。在襲擊者施行襲擊的數秒內，其被現場的安全部隊成員擊斃。紅大衛盾會報告稱，救護人員現場救治9名傷者。來自貝爾謝巴的19歲以色列邊防警察希拉·蘇斯里克因傷不治。紅大衛盾會表示，2名重傷者、4名中度傷者及2名輕傷者已送往貝爾謝巴索羅卡醫療中心治療。

## 襲擊者
襲擊者身份為艾哈邁德·賽義德·蘇萊曼·奧克比，29 歲，是來自胡拉附近未被承認村莊烏克比的貝都因居民，並有犯罪記錄。他與2015年貝爾謝巴巴士總站槍擊案的襲擊者穆罕納德·奧克比有親屬關係。

## 反應
襲擊發生後，以色列交通部長米里·雷格夫在X／Twitter中表示，恐怖分子的家人應該被驅逐出境：「是時候採取威懾性懲罰來防止以色列領土被襲擊了。」
以色列國家安全部長伊塔馬爾·本-格維爾呼籲通過將恐怖分子及其家人驅逐出境的法案，儘管他們是以色列公民：「有許多貝都因人忠於國家，但也有一些人不忠。對於不守信用的人，要堅決嚴肅處理。」
以色列是我們的家園主席阿維格多·利伯曼也在X／Twitter上發表支持驅逐恐怖分子家屬的信息，並呼籲政府支持驅逐恐怖分子家屬的法案。
聯合阿拉伯名單領導人曼蘇爾·阿巴斯譴責這次襲擊，特別是因為襲擊者是來自內蓋夫貝都因社區的阿拉伯裔公民。他稱：「這不是阿拉伯公民的做法，他們表現出公民、道德和法律承諾，憎惡任何類型的暴力，並拒絕任何被拖入政治暴力行為的企圖。」